# Kut Khaopun (huyện)
Kut Khaopun (tiếng Thái: กุดข้าวปุ้น) là một huyện (amphoe) ở phía bắc của tỉnh Ubon Ratchathani, đông bắc Thái Lan.

## Lịch sử
Tiểu huyện (king amphoe) Kut Khaopun đã được lập ngày 12 tháng 7 năm 1971, khi bốn tambon Khaopun, Ka Bin, Kaeng Kheng và Non Sawang được tách ra từ Trakan Phuet Phon. Đơn vị này đã được nâng cấp thành huyện ngày 25 tháng 3 năm 1979.

## Địa lý
Các huyện giáp ranh (từ phía đông bắc theo chiều kim đồng hồ) là: Khemarat, Pho Sai, Trakan Phuet Phon của tỉnh Ubon Ratchathanivà Pathum Ratchawongsa của tỉnh Amnat Charoen.

## Hành chính
Huyện này được chia thành 5 phó huyện (tambon), các đơn vị này lại được chia ra thành 73 làng (muban). Kut Khaopun là một thị trấn (thesaban tambon) nằm trên một phần của tambon Khaopun. Có 5 Tổ chức hành chính tambon.
| STT. | Tên           | Tên Thái | Số làng | Dân số |  |
| ---- | ------------- | -------- | ------- | ------ |  |
| 1.   | Khaopun       | ข้าวปุ้น    | 15      | 9.426  |  |
| 2.   | Non Sawang    | โนนสวาง  | 20      | 10.503 |  |
| 3.   | Kaeng Kheng   | แก่งเค็ง   | 13      | 7.401  |  |
| 4.   | Ka Bin        | กาบิน     | 12      | 5.253  |  |
| 5.   | Nong Than Nam | หนองทันน้ำ | 13      | 7.241  |  |